# Auzat-la-Combelle
Auzat-la-Combelle település Franciaországban, Puy-de-Dôme megyében. Lakosainak száma 1953 fő (2022. január 1.). Auzat-la-Combelle Lamontgie, Brassac-les-Mines, Beaulieu, Esteil, Jumeaux és Nonette-Orsonnette községekkel határos.

## Népesség
A település népességének változása:
| Lakosok száma | 2088 | 2108 | 2167 | 2076 | 2040 | 2004 | 1985 | 1967 | 1953 |
|               | 2013 | 2015 | 2016 | 2017 | 2018 | 2019 | 2020 | 2021 | 2022 |